# Den gale dansker
Den gale dansker er en dansk film fra 1969.
- Manuskript Kirsten Stenbæk og Bent Grasten.
- Instruktion Kirsten Stenbæk.

Blandt de medvirkende kan nævnes:
- Peter Steen
- Judy Gringer
- Olaf Nielsen
- Ulla Pia
- Ann-Mari Max Hansen
- Sisse Reingaard
- Lars Knutzon
- Otto Brandenburg
- Søren Strømberg
- Birgit Zinn
- Niels Skousen
- Peter Ronild
- Annelise Hovmand
- Gitte Reingaard
- Bent Warburg
- Niels Ufer
- Flemming Dyjak
- Lotte Olsen